# Novo Império (escola de samba do Rio de Janeiro)
A Associação Recreativa Escola de Samba Novo Império é uma escola de samba da cidade do Rio de Janeiro, formada por dissidentes da União de Jacarepaguá. A escola fica no bairro de Vila Valqueire, e seu santo padroeiro é São Jerônimo.

## História
A escola foi criada em 2019, tendo como seu primeiro presidente Ney Lopes, que havia sido presidente da União de Jacarepaguá um ano antes.
Desfilou pela primeira vez no sábado pós-Carnaval, na Estrada Intendente Magalhães, pelo grupo de avaliação do Carnaval do Rio, apresentando um enredo afro. 

## Segmentos

### Presidência
| Mandato               | Presidente | Ref.  |
| --------------------- | ---------- | ----- |
| Fundação - atualmente | Ney Lopes  | [ 1 ] |

### Diretores
| Ano  | Diretor de Carnaval                                       | Diretor geral de harmonia | Mestre de bateria | Ref.  |
| ---- | --------------------------------------------------------- | ------------------------- | ----------------- | ----- |
| 2020 | Sérgio Cavalcante, Fábio Xavier, Thiago Gomes e Ney Lopes | Guilherme Maia            | Renan             | [ 1 ] |

### Comissão de Frente
| Período           | Coreógrafo(a) | Ref.  |
| ----------------- | ------------- | ----- |
| 2020 - Atualmente | Jan Oliveira  | [ 1 ] |

### Casal de Mestre-sala e Porta-bandeira
| Período           | Nome                                 | Ref.  |
| ----------------- | ------------------------------------ | ----- |
| 2020 - Atualmente | Pedro Figueiredo e Giselly Assumpção | [ 1 ] |

### Corte de Bateria
| Período | Rainha        | Madrinha        | Rei                 | Ref.  |
| ------- | ------------- | --------------- | ------------------- | ----- |
| 2020    | Caroline Lima | Tatiana Daniele | Jerônimo Patrocínio | [ 1 ] |

### Intérpretes
| Período           | Intérprete oficial | Ref.  |
| ----------------- | ------------------ | ----- |
| 2020 - Atualmente | Tuninho Azevedo    | [ 1 ] |

## Carnavais
| Ano | Colocação | Grupo | Enredo | Carnavalesco | Ref.  |
| --- | --- | --- | --- | --- | ----- |
| 2020 | 3º Lugar | Grupo de Avaliação (quinta divisão)                                                                                   | Quilombo Força e Resistência (compositores:Dona Ivanísia, Robert Farrow, Elson Ramires, Lopita 77, Guto Biral, Alessandro Lanza, Sidinho da Cuíca, Tadeuzinho, Antônio Conceição, Fábio Xavier, Tuninho Azevedo, Joseth Rodrigues e Orlando Bico da Águia) | Jorge Caribé e Elvis Luiz                                                                                             | [ 1 ] |
| Inicialmente adiados para o mês de julho, os desfiles do Carnaval 2021 foram cancelados devido a pandemia de Covid-19 | Inicialmente adiados para o mês de julho, os desfiles do Carnaval 2021 foram cancelados devido a pandemia de Covid-19 | Inicialmente adiados para o mês de julho, os desfiles do Carnaval 2021 foram cancelados devido a pandemia de Covid-19 | Inicialmente adiados para o mês de julho, os desfiles do Carnaval 2021 foram cancelados devido a pandemia de Covid-19 | Inicialmente adiados para o mês de julho, os desfiles do Carnaval 2021 foram cancelados devido a pandemia de Covid-19 | [ 2 ] |
| 2022 | Não Desfilou | Não Desfilou | Não Desfilou | Não Desfilou | [ 3 ] |
| 2023 | 3º Lugar | LIVRES (Grupo B) | Cais do Valongo - De Mar a Mar, Batalhas e Glórias | Caaio Araújo e Elvis Luiz                                                                                             | [ 4 ] |
| 2024 | 4º Lugar | Grupo de Avaliação (quinta divisão)                                                                                   | Se avexe não!!! Tem Xote, Xaxado e Baião no Arraiá da Novo Império | Elvis Luiz | [ 5 ] |
| 2025 | Vice-Campeã | Grupo de Avaliação (quinta divisão)                                                                                   | Sincretismo e Magia: As Bênçãos de Xangô e Nossa Senhora no Carnaval da Novo Império | Alex Santiago Elvis Luiz                                                                                              |       |
| 2026 | | Série Bronze (quarta divisão)                                                                                         | | Alex Santiago Elvis Luiz Jorge Caribé                                                                                 |       |